# Craugastor gollmeri
Espèce
Synonymes
- Hylodes gollmeri Peters, 1863
- Eleutherodactylus gollmeri (Peters, 1863)
- Lithodytes lanciformis Cope, 1877
- Eleutherodactylus humeralis Fowler, 1916
- Eleutherodactylus goldmani Noble, 1924

Statut de conservation UICN

 LC  : Préoccupation mineure
Craugastor gollmeri est une espèce d'amphibiens de la famille des Craugastoridae.

## Répartition
Cette espèce se rencontre de 10 à 1 500 m d'altitude au Panama et au Costa Rica.

## Description

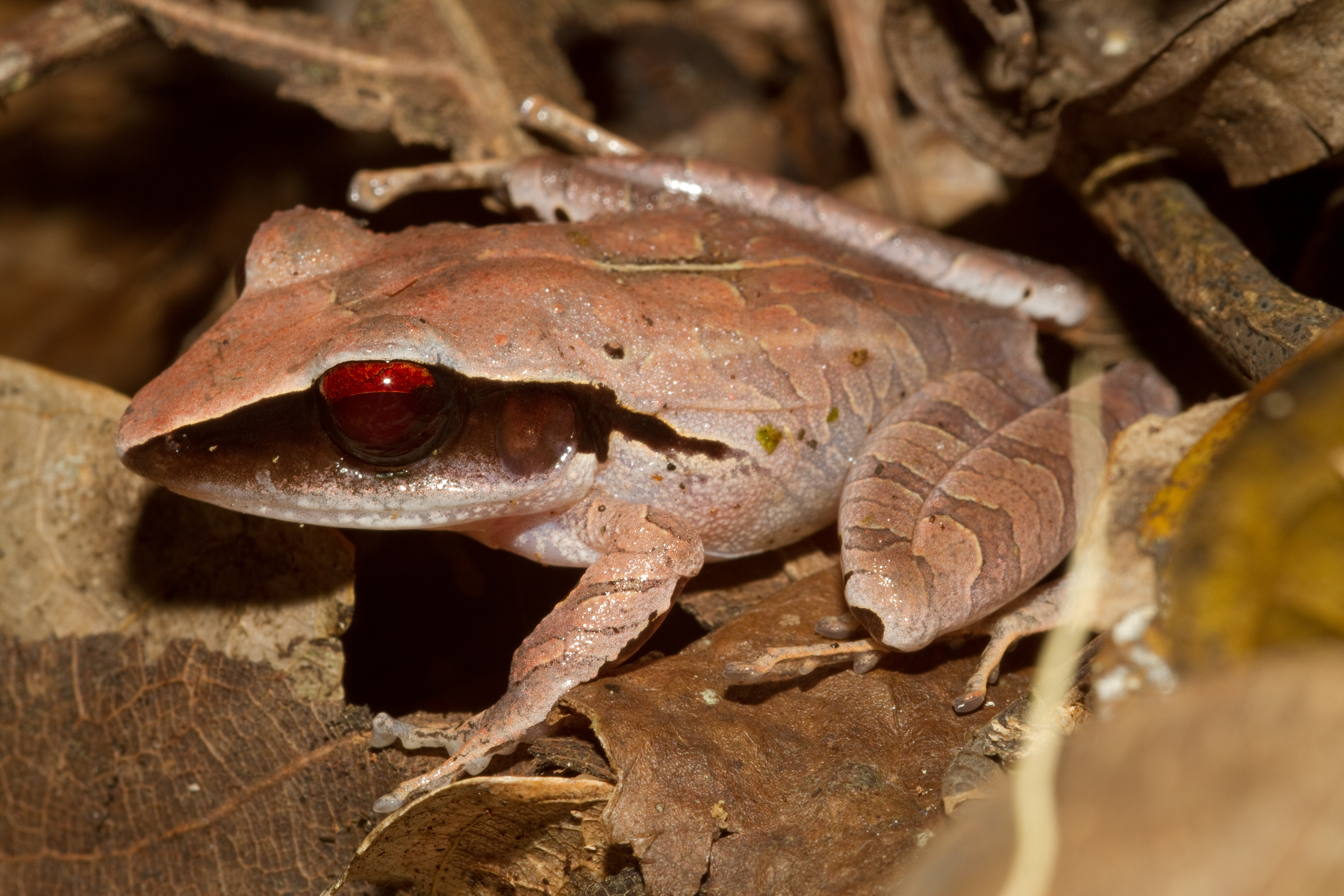
Craugastor gollmeri

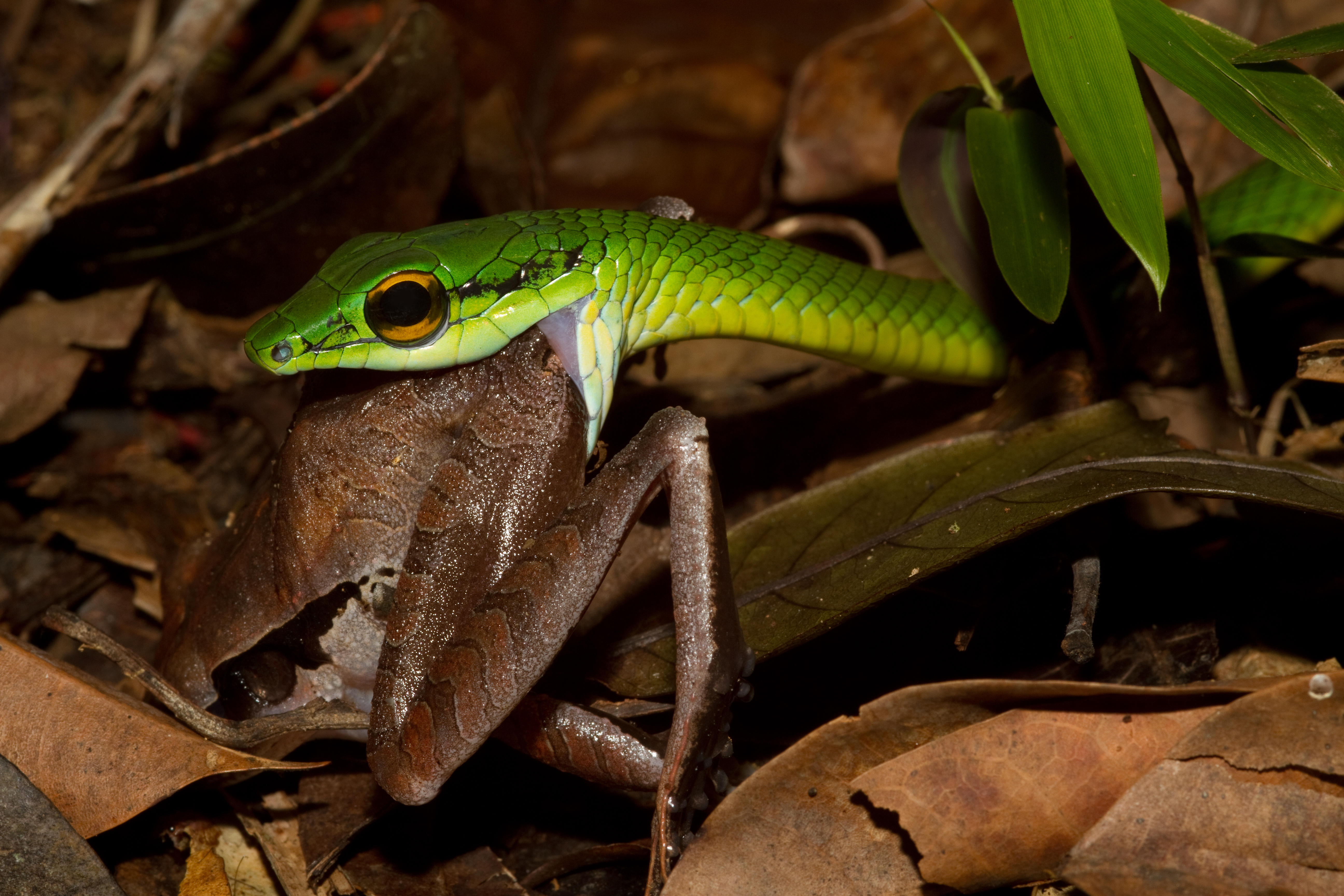
Leptophis ahaetulla mangeant Craugastor gollmeri

L'holotype mesure 40 mm.

## Étymologie
Cette espèce est nommée en l'honneur de Julius Gollmer.

## Publication originale
- Peters, 1863 : Über eine neue Schlangengattung, Styporhynchus, und verschiedene andere Amphibien des zoologischen Museums. Monatsberichte der Königlich Preussischen Akademie der Wissenschaften zu Berlin, vol. 1863, p. 399-413 (texte intégral).